# Gisèle Lestrange
Gisèle Lestrange eller Gisèle Celan-Lestrange, född de Lestrange 19 mars 1927 i Paris, död 9 december 1991 i Paris, var en fransk konstnär med grafisk inriktning. 

## Liv och verk
Gisèle Lestrange studerade teckning och målning vid Académie Julian i sin hemstad (1945-49), så småningom även gravyr vid Atelier Friedländer (1954-57). Där ingick tekniker som etsning, torrnål, kopparstick, träsnitt.
Gisèle Lestrange gifte sig 1952 med poeten Paul Celan. De fick två söner tillsammans. François föddes 1953 men dog i späd ålder; Eric Celan föddes 1955. Från 1967 och till Paul Celans död 1970 levde makarna separerade. 
Många av Gisèle Celan-Lestrange arbeten är gjorda i samspel med kända poeters verk. 1969 lät hon till exempel ett flertal etsningar åtfölja samlingsvolymen Schwarzmaut av Paul Celan.

### franska
- Paul Celan - Gisèle Celan-Lestrange: Correspondance (1951–1970), parets brevväxling, med ett urval av Paul Celans brev till sin son Eric, redigerade och kommenterade av Bertrand Badiou, med hjälp av Eric Celan (Paris, éd. du Seuil, 2001, 2 volymer).

### tyska
- Briefwechsel : mit einer Auswahl von Briefen Paul Celans an seinen Sohn Eric / Paul Celan ; Gisèle Celan-Lestrange. Aus dem Franz. von Eugen Helmlé. Hrsg. und kommentiert von Bertrand Badiou in Verbindung mit Eric Celan. Anm. übers. und für die dt. Ausg. eingerichtet von Barbara Wiedemann (Suhrkamp)     ISBN 3-518-41219-1
- Katalog der Werke, hrsg. von Ute Bruckinger und Klaus Bruckinger in Verbindung mit Eric Celan und Bertrand Badiou.  (Wasmuth, 2009) ISBN 978-3-8030-3332-1